# Wye College
Le College of St. Gregory and St. Martin plus connu sous le nom de Wye College ou Imperial College est une école privée située à Wye, petit village du Kent au Royaume-Uni. Fondé en 1447 par l'archevêque John Kemp comme un collège destiné aux prêtres, il évolua vers un enseignement tourné vers l'agriculture.
En 2005, le Wye College est toujours un centre d'enseignement et de recherche dans le domaine du management, de la biologie, de l'environnement et de l'agriculture.

## Anciens étudiants
- Mary Abukutsa-Onyango, scientifique kényane spécialisée en physiologie végétale.
- Carlos Agostinho do Rosário, homme politique mozambicain.
- Letsie III, roi du Lesotho.